# トルゴゲ駅
トルゴゲ駅（トルゴゲえき）は、大韓民国光州広域市南区にある光州都市鉄道1号線の駅である。駅番号は108。

## 駅構造

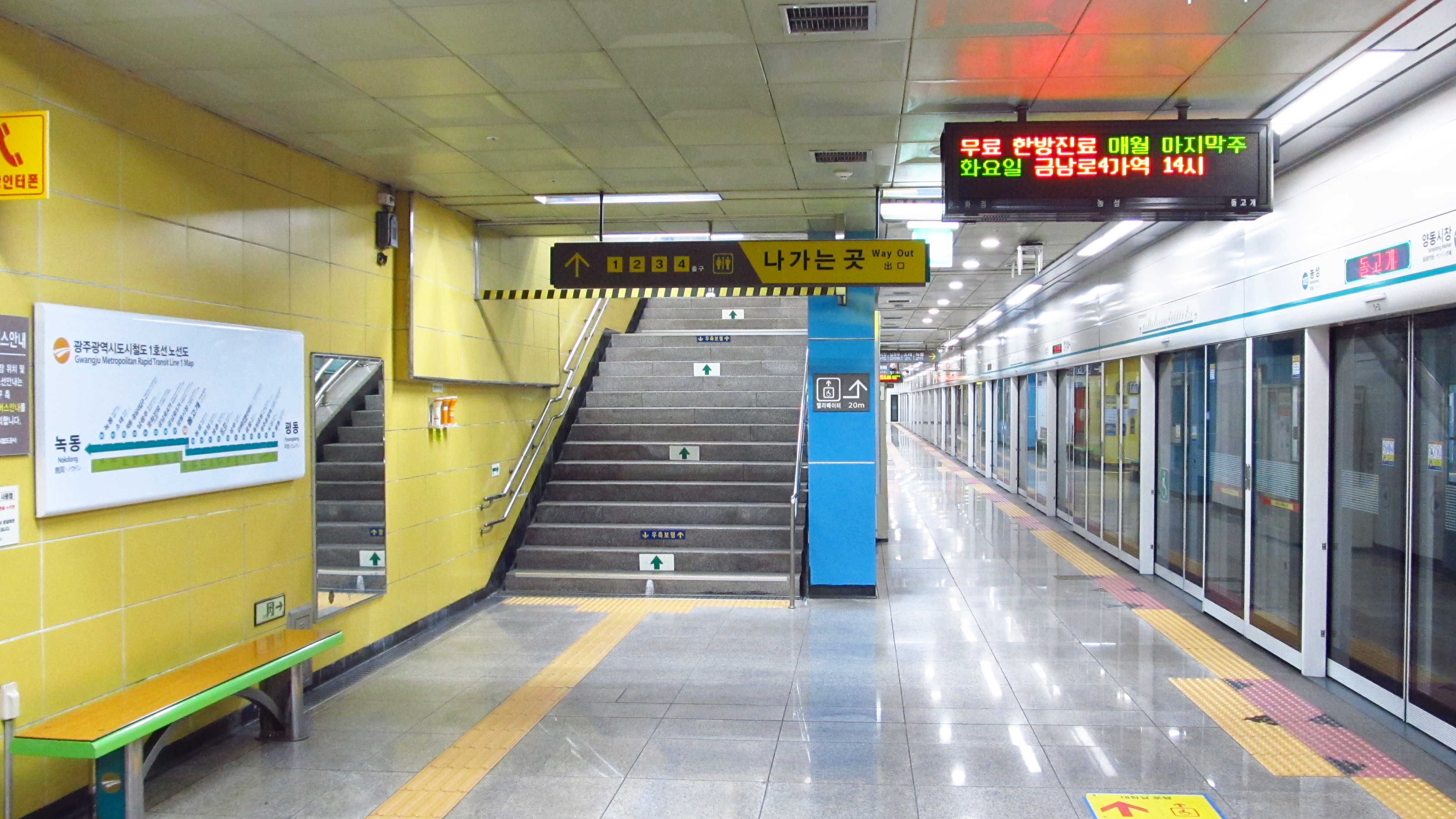
ホーム

- 相対式ホーム2面2線の地下駅。

## 駅周辺
- 光州月山初等学校
- 光州農城初等学校
- 光州文化放送

## 歴史
- 2004年4月28日 - 開業。

## 隣の駅
光州交通公社
1号線
良洞市場駅 (107) ‐  トルゴゲ駅 (108) ‐ 農城駅 (109)